# Wasserkraftwerk Stonebyres
Das Wasserkraftwerk Stonebyres, englisch Stonebyres (Hydro-electric) Power Station, ist ein Wasserkraftwerk nahe der schottischen Stadt Lanark in der Council Area South Lanarkshire. 2011 wurde das Bauwerk in die schottischen Denkmallisten in der höchsten Denkmalkategorie A aufgenommen. Die zugehörigen Wehranlagen sind separat als Kategorie-A-Bauwerke klassifiziert.

## Geschichte
Zur Deckung des steigenden Energiebedarfs in der Region wurde in den 1920er Jahren die Clyde Valley Electrical Power Co. gegründet. Die Einrichtung zweier Wasserkraftwerke nahe Lanark wurde 1924 durch das Parlament beschlossen. Einzig das Betreiberunternehmen der Mühlen in New Lanark meldete Bedenken an. Da trotz des Kraftwerks ein ausreichender Wasserfluss zur Versorgung der Mühlen zugesichert werden konnte, zerstreuten sich diese. Zum Beschlusszeitpunkt steckte die Nutzung von Wasserkraft in Schottland noch in den Kinderschuhen. Allenfalls Betreiber von Aluminiumhütten betrieben zu dieser Zeit Wasserkraftwerke zur Deckung des Eigenbedarfs. Durch die Errichtung eines nahegelegenen konventionellen Kraftwerks wurde die fehlende Grundlasteignung des Wasserkraftwerks aufgefangen. Nach der erfolgreichen Etablierung dieses Tandems aus zwei Wasserkraftwerken wurden weitere Wasserkraftwerksnetze in Schottland aufgebaut.
Die Anlage wurde zwischen 1925 und 1927 erbaut. Für die Planung zeichnet Edward MacColl unter Beratung von John Stirling-Maxwell, 10. Baronet und höchstwahrscheinlich Robert Lorimer verantwortlich. In den 1970er Jahren wurden die Anlagen modernisiert und weitgehend automatisiert. Durch Modernisierungsmaßnahmen am Generatorsystem konnte der Wirkungsgrad in den 1990er Jahren um 10 % erhöht werden. Sowohl das Kraftwerk Stonebyres als auch das flussaufwärts gelegene Wasserkraftwerk Bonnington werden heute von Stonebyres aus gesteuert.

## Beschreibung
Das schlicht klassizistisch ausgestaltete Wasserkraftwerk steht am Fuße der Stonebyres Falls entlang des Clyde rund drei Kilometer westlich von Lanark. Das benötigte Wasser wird an einem rund 500 m flussaufwärts gelegenen Wehr oberhalb der Wasserfälle aus dem Clyde abgezweigt. Es wird in ein 1,98 m durchmessendes Rohr abgeleitet, das in einem drei Meter weiten Tunnel verläuft. Der Höhenunterschied zwischen Entnahmeort und Kraftwerk beträgt durchschnittlich 29,7 m. Es sind zwei 3,4 m durchmessende Francis-Turbinen mit einer Leistung von je 3 MW verbaut. Sie besitzen einen Ausbaudurchfluss von 24 m³/s.